# هنري دوق غلوستر
صاحب السمو الأمير هنري دوق غلوستر (بالإنجليزية: Henry)‏ (الاسم الكامل:هنري وليام فريدريك ألبرت; 31 مارس 1900 - 10 يونيو 1974) الابن الثالث للملك جورج الخامس والملكة ماري وكان الحاكم العام الحادي عشر لأستراليا بين 30 يناير 1945 - 11 مارس 1947.
وكان العضو الوحيد في العائلة المالكة البريطانية الذي شغل هذا المنصب.

وهو شقيق الملك إدوارد الثامن والملك جورج السادس وعم الملكة إليزابيث الثانية.
كان هنري هو الابن الأول لملك بريطاني تلقى تعليمه في المدرسة، حيث برع في الرياضة، واستمر في الالتحاق بكلية إيتون، وبعد ذلك تم تكليفه بقيادة فوج الفرسان الملكي العاشر، والذي كان يأمل بقيادته. ومع ذلك، كانت مهامه العسكرية تنقطع في كثير من الأحيان بسبب الواجبات الملكية، وكان يلقب بـ «الجندي المجهول». أثناء إطلاق النار على لعبة كبيرة في كينيا، التقى بالطيار المستقبلي بيريل ماركهام، فانخرط معها في علاقة عاطفية. مارست المحكمة ضغوطًا عليه لإنهاء العلاقة، لكنه اضطر إلى دفع نقود منتظمة لتجنب فضيحة عامة. في عام 1935، وتحت ضغط والديه أيضًا، تزوج من السيدة أليس مونتاجو دوغلاس سكوت، وأنجب منها ولدان، الأميران ويليام وريتشارد.
خدم ضابط ارتباط للورد جورت من عام 1939 إلى عام 1940، في فرنسا. قام بواجبات عسكرية ودبلوماسية خلال الفترة المتبقية من الحرب، ثم في عام 1945 تم تعيينه حاكمًا عامًا لأستراليا بناءً على طلب رئيس الوزراء جون كيرتن. تم عرض المنصب في الأصل على شقيقه الأصغر، دوق كنت، الذي توفي في حادث تحطم طائرة. حضر هنري حفل تتويج ابنة أخيه الملكة إليزابيث الثانية في عام 1953 وقام بعدة جولات خارجية، غالبًا برفقة زوجته. منذ عام 1965، أصبح عاجزًا بسبب عدد من السكتات الدماغية. عند وفاته، خلفه ابنه الوحيد ريتشارد دوق غلوستر.
كان الأمير هنري آخر أبناء الملك جورج الخامس والملكة ماري بقاءً على قيد الحياة. أصبحت أرملته الأميرة أليس، دوقة غلوستر، التي توفيت عن عمر 102 عامًا، العضو الأطول عمراً في العائلة المالكة البريطانية.

## عن حياته
ولد الأمير هنري على 31 مارس 1900 ، في ساندرينجهام وكان جنديا ويعتبر الابن الثالث للملك جورج الخامس والملكة ماري وكان الحاكم العام الحادي عشر لأستراليا بين 30 يناير 1945 - 11 مارس 1947 ومتزوج من الأميرة أليس دوقة غلوستر.

## وفاته
توفي الأمير هنري في 10 يونيو 1974 في بارنويل مانور، نورث هامبتون عن عمر يناهز 74 سنة.

## روابط خارجية
- هنري دوق غلوستر على موقع IMDb (الإنجليزية)
- هنري دوق غلوستر على موقع مونزينجر (الألمانية)
- هنري دوق غلوستر على موقع ديسكوغز (الإنجليزية)
- هنري دوق غلوستر على موقع قاعدة بيانات الفيلم (الإنجليزية)